# Helianthemum alypoides
Helianthemum alypoides, conocida como jarilla de Sorbas o jarilla de Turre, matamarilla, jarilla de yesar, es una planta leñosa de la familia de las Cistáceas, endemismo de la Provincia de Almería, España, sobresaliente por sus flores de vivo color amarillo, blancas en casos muy raros.

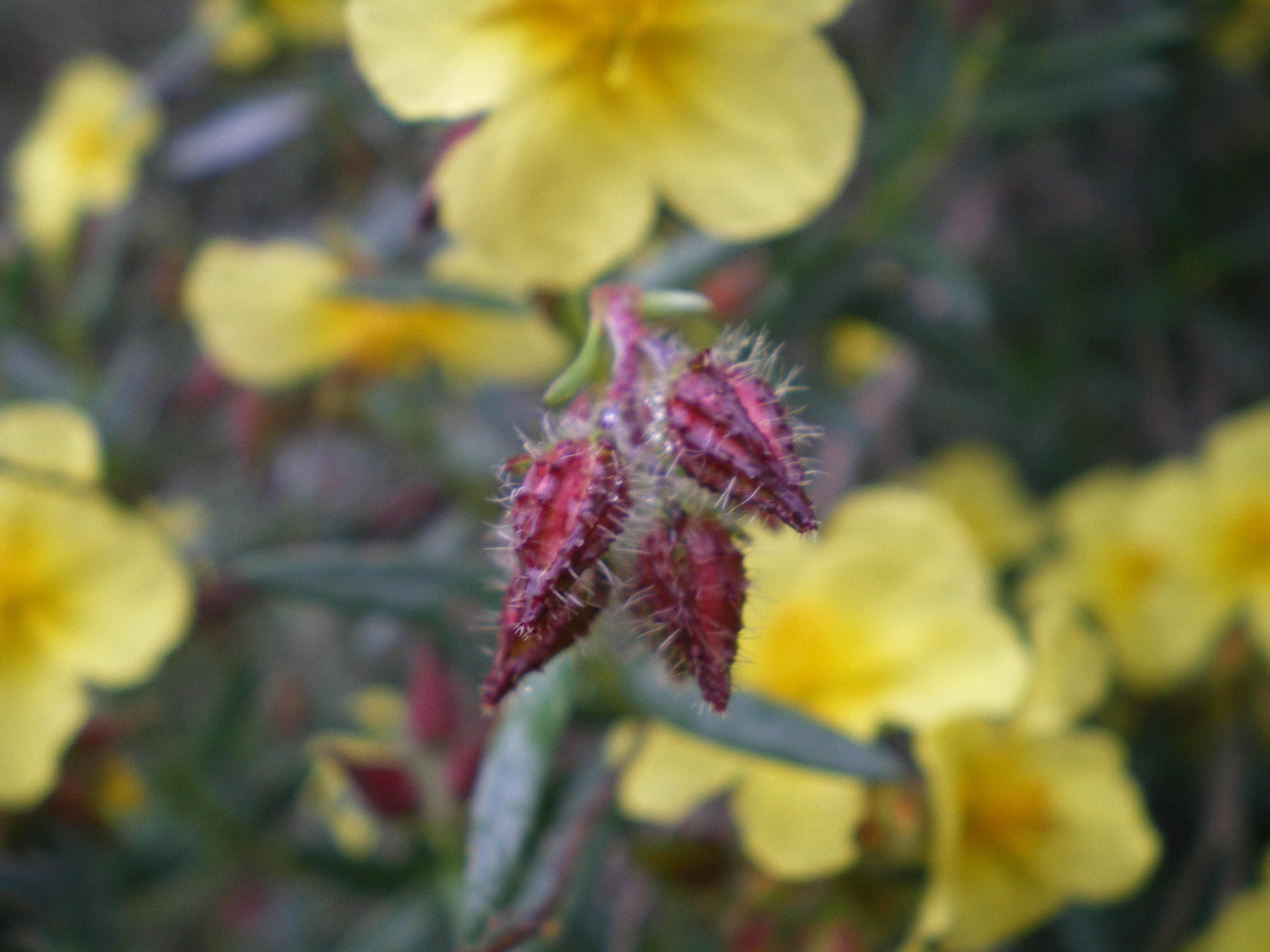
Detalle de los capullos.

## Descripción
Planta perenne, de 30-90 cm, arbustiva, de color verde intenso; cepa muy ramificada, de ramas más o menos erectas y tortuosas. Tallos erectos glabros o glabrescentes, a menudo rojizos. Hojas lanceoladas u oblongo-elípticas, subobtusas, planas o de margen ligeramente revoluto, algo carnosas, glabras; limbo 4-15(20) por 1,5-3,5(5) mm; estípulas en general más largas que el pecíolo, triangular-subuladas o linear-lanceoladas, a menudo ciliado-glandulosas, por lo demás glabras o con algún pelo apical, las inferiores a veces caducas. Inflorescencia simple, de 5-10(12) flores; brácteas, más cortas o de longitud similar a la de los pedicelos, linear-lanceoladas, a veces setosas. Botones florales ovoideo-cónicos, de ápice retorcido. Sépalos internos 6-8 mm –de hasta 10 mm en la fructificación–, ovado-lanceolados, acuminados, de costillas muy prominentes, setoso-híspidas, muy raramente glabrescentes o glabras; sépalos externos de longitud c. 1/3 la de los internos, linear-lanceolados o lineares. Pétalos 8-10 mm, obovado-triangulares, arrugados, amarillos, raramente blancos. Fruto en cápsula de 5-6 mm, más corta que el cáliz, globoso-trígona, estrellado-pubescente, polisperma. Semillas de cerca de 1,7 mm, pardo-rojizas.

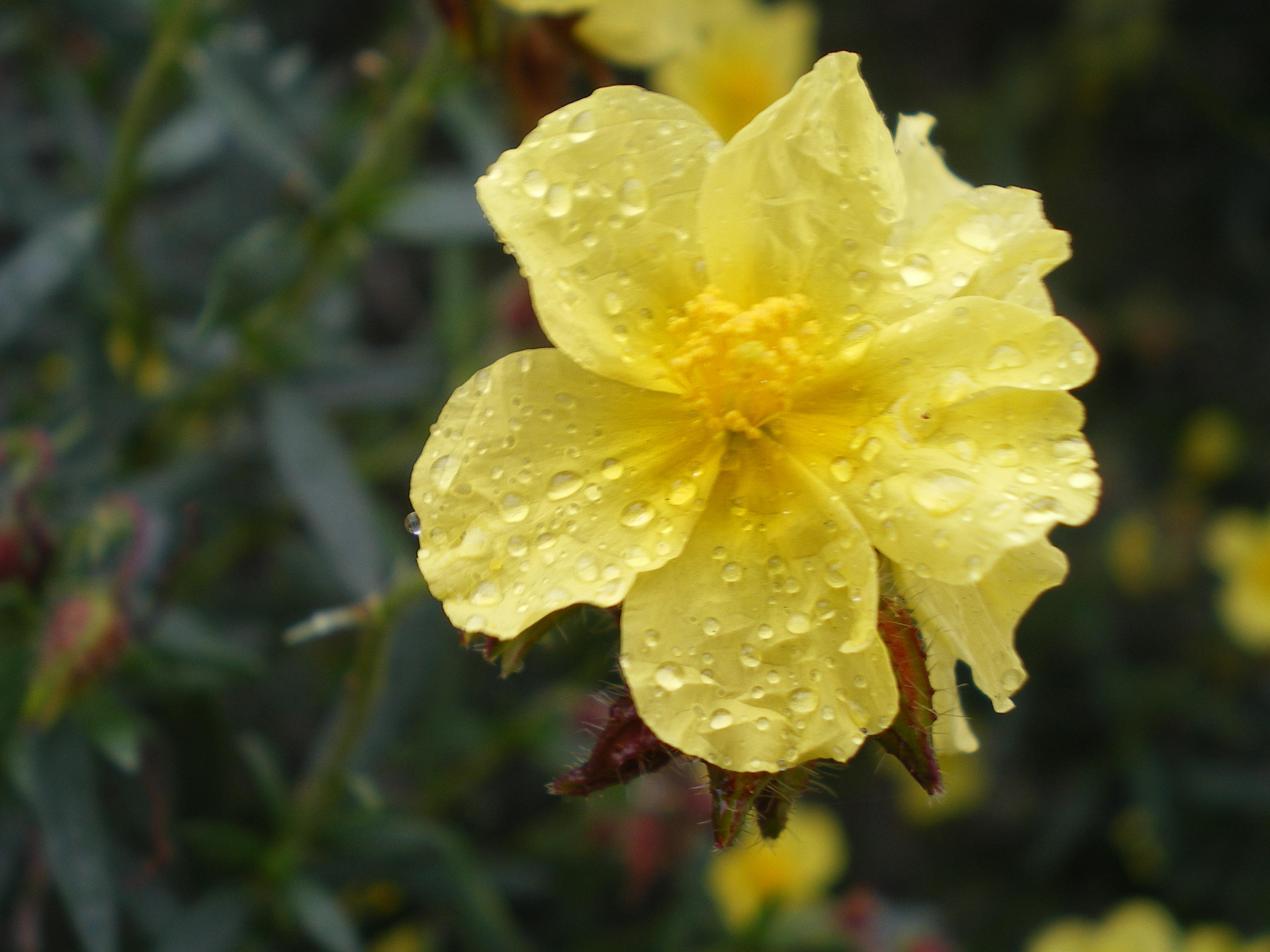
Detalle de la flor.

Florece en invierno y en primavera.

## Distribución y hábitat
Vive en zonas soleadas, de matorrales, sobre margas yesíferas, en zonas subdesérticas, piso termomediterráneo, hasta unos 500 m s. n. m. Ombroclima semiárido.
Es endémica de las zonas de yesos de Tabernas, Sorbas y Turre, desde el Karst en yesos de Sorbas, Sierra de Bédar, hasta Sierra de Cabrera (Almería). 

Especie catalogada como vulnerable, se encuentra incluida en la Lista Roja de Flora Vascular de Andalucía.

## Taxonomía
Helianthemum alypoides fue descrita por Losa y Rivas Goday y publicado en Anales Inst. Bot. Cavanilles 25: 201 1968.
Etimología
Helianthemum: nombre genérico que deriva del griego antiguo  Ἥλιος (Helios), "el Sol" y  ανθεμοζ, ον (anthemos, on), "florecido", pues las flores solo se abren con el calor del sol (necesitan una temperatura superior a 20 °C para desplegar sus pétalos) y tienen un cierto fototropismo positivo. Ciertos nombres vernáculos en castellano, tales como Mirasol, corroborarían esta interpretación. Autores sostienen que su nombre es debido a la semejanza de las flores amarillas con el astro solar; sin embargo muchas especies son blancas, anaranjadas, rosadas o purpúreas, lo que no encuadra con esta interpretación. Otros por el afecto que tendría el género por los sitios soleados...
alypoides: epíteto latíno 
Sinonimia
- Helianthemum leptophyllum subsp. alypoides (Losa & Rivas Goday) Losa ex Malag.
- Helianthemum mariano-salvatoris Rivas Mart. & al.